# فرانك كالاواي
فرانك كالاواي (بالإنجليزية: Frank Callaway) هو لاعب كرة قاعدة أمريكي، ولد في 26 فبراير 1898، وتوفي في 17 سبتمبر 1987.

## وصلات خارجية
- فرانك كالاواي على موقعبيزبول رفرنس.كوم (الدوري الرئيسي) (الإنجليزية)
- فرانك كالاواي على موقعبيزبول رفرنس.كوم (الدوري الثانوي) (الإنجليزية)